# Zamora de Hidalgo
Zamora de Hidalgo, conocida simplemente como Zamora, es una ciudad del estado de Michoacán, México y cabecera del municipio de Zamora. Cuenta con una población de 154 546 habitantes según datos del Censo de Población y Vivienda del año 2020 llevado a cabo por el INEGI. Por su población es la 3.ª ciudad más poblada del estado de Michoacán y la 97.ª ciudad más poblada de México. Asimismo, es el principal polo de desarrollo del poniente de Michoacán.
Zamora, asentada en un valle muy fértil, siempre ha sido el centro de una zona económica fundamental para Michoacán. En 2023, se consolidó como la principal productora de fresa a nivel nacional, alcanzando una producción de 112 854 toneladas, lo que representó el 18% del total nacional. Además, destaca por su actividad industrial con procesadoras y empacadoras de este fruto, que exporta principalmente al extranjero.
Su localización geográfica ha permitido que la urbe se caracterice por ser un enlace comercial y económico muy importante entre la capital del estado, Morelia, y la ciudad de Guadalajara. Zamora colinda con Jacona de Plancarte, uniendo así a los dos municipios a los que pertenecen estas ciudades para formar la Zona metropolitana de Zamora, que cuenta con una población de 273 641 habitantes en las 109 localidades que la conforman.
Por su historia y composición social, Zamora es también un centro cultural relevante en Michoacán, al contar con el Centro Regional de las Artes de Michoacán, El Centro Cultural Casona Pardo, El Colegio de Michoacán, y el Teatro Obrero de Zamora. Asimismo, la ciudad cuenta con un recinto de gran relevancia arquitectónica y artística, el Santuario Guadalupano, un edificio religioso de estilo neogótico que sobresale por su altura y magnitud de superficie, siendo el templo más alto del país y uno de los más altos de América, el cual se ha convertido en un ícono de la ciudad y un atractivo para el turismo.

## Toponimia
La ciudad fue nombrada Zamora en honor a la ciudad española del mismo nombre, en razón de que la mayoría de sus primeros pobladores hispánicos provenían de esa provincia de Castilla y León.
A partir de 1953, a la ciudad de Zamora se le agregó oficialmente «de Hidalgo» como un homenaje a Miguel Hidalgo y Costilla, quien elevó esta población al rango de «ciudad» en la época del movimiento de Independencia de México. En aquellos tiempos Hidalgo pasó por la entonces villa de Zamora y estuvo ahí una tarde, cuando se dirigía rumbo a Guadalajara, Jalisco.

## Historia

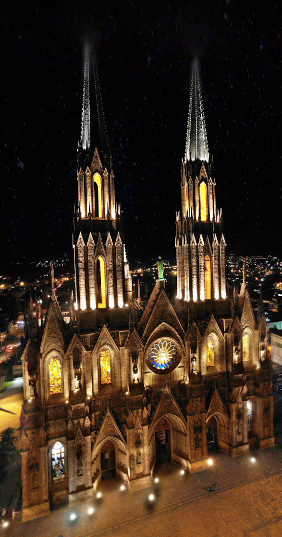
Santuario Guadalupano de noche.

### Época Virreinal
El 18 de enero de 1574 el Dr. Alonso Martínez fundó la villa de Zamora sobre el valle de Tziróndaro, en cumplimiento de una orden del virrey Martín Enríquez de Almanza de formar un asentamiento para un grupo de españoles que se establecía temporalmente en los alrededores, así como para veinte familias que habían llegado de Castilla a la Nueva España. La fundación de la ciudad respondía, por una parte, a la necesidad de abrir un camino a tierra chichimeca protegido por villas españolas debido al descubrimiento de minas en ese territorio; y por otra parte, a varios problemas político-sociales, producto del asentamiento de españoles en la república de indios de Jacona.
Durante la época colonial, la ciudad desarrolló cotidianamente su actividad agrícola. En tiempos de la Independencia de México el cura Miguel Hidalgo y Costilla hizo su entrada a Zamora el 21 de noviembre de 1810 cuando se dirigía a Guadalajara, y en la celebración que el pueblo realizó en su honor, le otorgó a la entonces villa de Zamora el título de «Ilustre Ciudad».

### SigloXIX
Después de la Independencia, la industria en la ciudad se fue posicionándose frente a otras actividades productivas, específicamente en la fabricación de hilos y tejidos; si bien, la producción de manta decayó por la competencia extranjera, la fabricación de rebozos continuó generando fuentes de trabajo e ingresos para la ciudad y la región.
En 1825 Zamora se convirtió en la capital del departamento michoacano del poniente, lo que más tarde le daría cierta posición para intentar formar un estado independiente de Michoacán.

##### Intentos para separar a Zamora de Michoacán
Fue hasta el siglo XIX, en tiempos del México independiente, en que la ciudad de Zamora presentó un gran auge cultural y económico muy notable debido a aspectos como el florecimiento de su actividad agrícola y comercial. En los años del siglo XIX, con el tiempo, la sociedad zamorana se sintió cada vez más identificada en lo cultural con la región del bajío jalisciense que con las poblaciones de Michoacán, lo que llevó a la élite de la ciudad a varios intentos por sustraerse de la jurisdicción de la capital del estado, Morelia, para crear una nueva entidad, que tuviera como capital Zamora.[cita requerida] Para Verduzco (1986a), los intentos separatistas respondían más bien a la autonomía adquirida durante esos tiempos que por un simple chovinismo.

#### Segunda mitad delsigloXIXy Porfiriato
En 1863 se erigió la diócesis de Zamora, cuya conformación estuvo vinculada a la estadía de algunos obispos mexicanos exiliados en Roma, y que satisfacía, además, a esos antiguos sentimientos separatistas. A través de su conformación, la ciudad reforzó sus funciones nodales en la región a través de los diezmos. A causa de esta recaudación se centralizaron algunas funciones financieras y se impulsó la economía regional, gracias a que con ellos la Iglesia otorgaba préstamos a hacendados y comerciantes. Estos dos, por su parte, le proporcionaban la base material para el desarrollo de sus actividades.
Durante este tiempo, aunque Zamora se encontraba unida administrativamente a Morelia, se había integrado más profundamente con el Bajío, con quien compartía vínculos económicos y culturales. En general, desde la conformación del obispado, se vivieron tiempos de cambios. En particular, el capitalismo se hizo presente en el occidente mexicano, motivo por el cual se fueron modificando las estructuras económicas y, en consecuencia, las relaciones sociales. Sin embargo, otras situaciones se mantuvieron igual, puesto que a diferencia de lo que sucedió en casi todo el país, los servicios civiles siguieron estando en control de la Iglesia. Cuando Porfirio Díaz asumió de facto el poder, en 1876, Zamora apenas contaba con 10 000 habitantes, y pese a todo, era un asentamiento de importancia para el occidente de México, debido a su clero y a sus hacendados. Por lo demás, la instauración del Porfiriato permitió la reconciliación de la Iglesia con el Estado: mientras que el primero conformaba su proyecto de ciudad episcopal —el obispo Cázares impulsó una gran campaña de construcción para ello—, el segundo integraba la ciudad y su región al capitalismo.

##### Desarrollo urbano de la época
Las señales más notorias del progreso local se desarrollaron entre los años de 1854 a 1910, tiempo en el que ocurrió el mayor desarrollo de la agricultura y comercio, además de la entrada de innovaciones tecnológicas y modernización. En el ámbito de transportes, en 1899 se introdujo el ferrocarril que trajo un progreso a la agricultura y comercio, así mismo, Zamora contó con un sistema de tranvía que comunicaba desde la estación de ferrocarril de la ciudad, las principales calles, hasta poblaciones suburbanas (corredor Zamora-Jacona). Además, fue de las primeras ciudades en Michoacán en que llegaron la energía eléctrica, la introducción de agua potable, el telégrafo, fonógrafo, cinematógrafo, el primer banco, etc.
En el ámbito de urbanismo se comenzó a forjar una nueva imagen para la ciudad en su afán de modernizarla, proyecto que se vio consolidado durante el gobierno de Porfirio Díaz, época en que hubo un gran impulso al desarrollo urbano y arquitectónico de la ciudad; varios edificios actuales son testimonio de aquellos tiempos de auge económico. Se edificaron nuevas construcciones civiles y religiosas con estilos propios de la época inspirados en la arquitectura europea en boga en esos tiempos: se construyeron nuevos templos en el estilo neoclásico, pero se destacó sobre todo lo neogótico, como es el caso del proyecto de la nueva catedral para la ciudad, hoy Santuario Guadalupano. Así como edificios públicos principiante en estilo ecléctico inspirado en el neoclásico, como el Mercado Morelos —que para la época fue un moderno mercado con un sistema constructivo innovador al ser una estructura de metal unida con remaches—, la construcción del Teatro de la Ciudad o Teatro Obrero, el Palacio episcopal, hoy Palacio Federal, etc. En el mismo auge constructivo, se edificaron también residencias particulares afrancesadas.

### SigloXX
A principios de siglo la ciudad ya había integrado los adelantos técnicos de la época, como el teléfono, el telégrafo y la nueva maquinaria agrícola e industrial. Además, se había convertido en una pequeña urbe con gran dinamismo y modernidad, organizando los aspectos económicos, políticos y socioculturales de su hinterland.
La situación fue cambiando de 1913 en adelante, puesto que Zamora sufrió los estragos de la Revolución mexicana a través de la imposición de préstamos, la ira contra la Iglesia, el permanente bandolerismo, así como la hambruna, el tifus y la influenza; no resulta extraño el hecho de que parte de la población abandonara la ciudad para instalarse en la Ciudad de México, Guadalajara o en los Estados Unidos. La prosperidad de la agricultura fue decayendo por una década a partir de este momento histórico, principalmente porque se suspendieron los préstamos que otorgaban los bancos y la Iglesia, fueron saqueadas continuamente las haciendas y las deudas contraídas durante el porfiriato se volvieron imposibles de saldar. Ante la incapacidad de costear la producción, los hacendados perdieron el control total del proceso de producción de sus parcelas al hacer uso de la mediería. Entre 1915 y 1930 algunos comerciantes empezaron a financiar a hacendados y medieros, lo que les ayudó a ascender económicamente y conformar, junto con algunos medieros,  una nueva burguesía. Durante esta época postrevolucionaria la imagen porfiriana de la ciudad empezó, además, por desaparecer.
Cuando Lázaro Cárdenas dio inicio con el reparto agrario, se opusieron tanto las familias latifundistas como esa nueva burguesía previamente conformada, situación que, aunque provocó grandes disputas con los agraristas, no impidió el reparto. El único cambio que produjo fue que la tierra cambiara de dueño, puesto que los medieros siguieron controlando el proceso productivo del campo. Por lo demás, para el financiamiento de los ejidos, Cárdenas impulsó para ese fin la fundación del Banco de Zamora.
Después del reparto, el fortalecimiento de la agricultura, junto con la apertura de la carretera México-Guadalajara y la Segunda Guerra Mundial, propiciaron el crecimiento demográfico de la ciudad, pasando de 15 477 hab. en 1940, a poseer 23 397 hab. en 1950. Como la Segunda Guerra Mundial le permitió a México hacer crecer su industria, ello requirió además la ampliación de los mercados, situación por la cual se asentaron en Zamora distribuidoras de cerveza, automóviles, maquinaria agrícola, fertilizantes, semillas, etc.
Entre 1950-1960 la ciudad de Zamora se consolidó totalmente como el núcleo comercial y de servicios del Bajío Zamorano. Por estos años, además, se terminaron las obras de desecación del valle, lo que provocó que la producción aumentara radicalmente y se introdujeran nuevos cultivos, como las berries —principalmente fresa— y las hortalizas. La expansión del primer cultivo condujo a que se instalaran empacadoras para la comercialización de la fresa y sus derivados, que le han dado a Zamora su prosperidad y distintivo nacional. 

## Geografía

### Ubicación

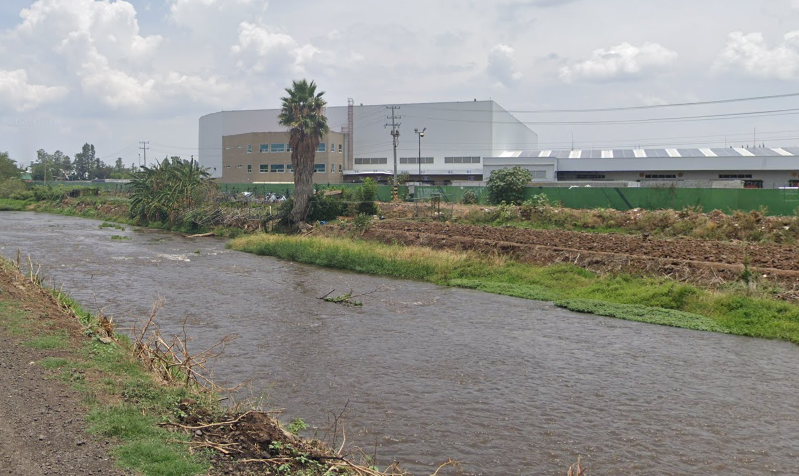
río Duero a su paso por Zamora.

Zamora de Hidalgo se localiza al occidente de México y al noroccidente del Michoacán, dentro de la subprovincia fisiogeográfica «Depresión de Chapala» —parte del Eje Neovolcánico— y la región geocultural denominada Bajío zamorano, una de las dos porciones michoacanas del Bajío. Se asienta sobre el valle de Tziróndaro en las coordenadas 19°59' de latitud norte y 102°17' de longitud oeste, con una altitud de 1560 m. s. n. m. y una superficie de 19.58 km².
Al norte colinda con la comunidad del Cerrito de Catipuato, al este con la comunidad de la Estancia de Amezcua, al sur con la comunidad de Chaparaco y la ciudad de Jacona de Plancarte, y al oeste con la comunidad de Ario de Rayón. Está ubicada a 144 km de Morelia.

### Geología e hidrografía
La ciudad descansa sobre una llanura aluvial del Cuaternario, con suelo tipo vertisol. Se encuentran en su horizonte los cerros de La Beata, La Beatilla, Encinar, Tecari, el Ario y el Grande.
El río Duero es el principal afluente que recorre la ciudad, en dirección suroeste.

### Clima
El clima de la ciudad es subtropical subhúmedo (Cwa) —de tipo gangético—, de acuerdo con la clasificación climática de Köppen-Geiger, o semicálido subhúmedo con lluvias en verano (ACw), de menor humedad, según la modificación del mismo por García. Cuenta con una precipitación pluvial anual de 814.7 mm y una temperatura media anual de 20.7 grados centígrados.
| Parámetros climáticos promedio de Zamora de Hidalgo (1951-2010) | Parámetros climáticos promedio de Zamora de Hidalgo (1951-2010) | Parámetros climáticos promedio de Zamora de Hidalgo (1951-2010) | Parámetros climáticos promedio de Zamora de Hidalgo (1951-2010) | Parámetros climáticos promedio de Zamora de Hidalgo (1951-2010) | Parámetros climáticos promedio de Zamora de Hidalgo (1951-2010) | Parámetros climáticos promedio de Zamora de Hidalgo (1951-2010) | Parámetros climáticos promedio de Zamora de Hidalgo (1951-2010) | Parámetros climáticos promedio de Zamora de Hidalgo (1951-2010) | Parámetros climáticos promedio de Zamora de Hidalgo (1951-2010) | Parámetros climáticos promedio de Zamora de Hidalgo (1951-2010) | Parámetros climáticos promedio de Zamora de Hidalgo (1951-2010) | Parámetros climáticos promedio de Zamora de Hidalgo (1951-2010) | Parámetros climáticos promedio de Zamora de Hidalgo (1951-2010) |
| Mes                                                             | Ene.                                                            | Feb.                                                            | Mar.                                                            | Abr.                                                            | May.                                                            | Jun.                                                            | Jul.                                                            | Ago.                                                            | Sep.                                                            | Oct.                                                            | Nov.                                                            | Dic.                                                            | Anual                                                           |
| --------------------------------------------------------------- | --------------------------------------------------------------- | --------------------------------------------------------------- | --------------------------------------------------------------- | --------------------------------------------------------------- | --------------------------------------------------------------- | --------------------------------------------------------------- | --------------------------------------------------------------- | --------------------------------------------------------------- | --------------------------------------------------------------- | --------------------------------------------------------------- | --------------------------------------------------------------- | --------------------------------------------------------------- | --------------------------------------------------------------- |
| Temp. máx. abs. (°C)                                            | 33.2                                                            | 35.8                                                            | 38.4                                                            | 39.0                                                            | 40.2                                                            | 40.5                                                            | 37.0                                                            | 37.7                                                            | 36.5                                                            | 35.8                                                            | 36.0                                                            | 35.3                                                            | 37.1                                                            |
| Temp. máx. media (°C)                                           | 26.2                                                            | 28.3                                                            | 30.6                                                            | 32.5                                                            | 33.4                                                            | 31.1                                                            | 28.5                                                            | 28.5                                                            | 28.5                                                            | 28.5                                                            | 28.1                                                            | 26.6                                                            | 29.2                                                            |
| Temp. media (°C)                                                | 16.8                                                            | 18.4                                                            | 20.5                                                            | 22.6                                                            | 24.2                                                            | 23.7                                                            | 22.0                                                            | 21.9                                                            | 21.7                                                            | 20.6                                                            | 19.1                                                            | 17.4                                                            | 20.7                                                            |
| Temp. mín. media (°C)                                           | 7.4                                                             | 8.4                                                             | 10.4                                                            | 12.7                                                            | 15.0                                                            | 16.3                                                            | 15.5                                                            | 15.3                                                            | 15.0                                                            | 12.7                                                            | 10.2                                                            | 8.2                                                             | 12.3                                                            |
| Temp. mín. abs. (°C)                                            | -3.0                                                            | -1.0                                                            | 2.5                                                             | 5.0                                                             | 8.0                                                             | 8.5                                                             | 0.0                                                             | 6.2                                                             | 7.5                                                             | 5.0                                                             | 2.0                                                             | 0.5                                                             | 3.4                                                             |
| Precipitación total (mm)                                        | 18.8                                                            | 5.0                                                             | 5.8                                                             | 8.2                                                             | 40.4                                                            | 145.1                                                           | 193.4                                                           | 185.1                                                           | 141.9                                                           | 47.4                                                            | 11.1                                                            | 12.5                                                            | 814.7                                                           |
| Días de lluvias (≥ 0.1)                                         | 2.3                                                             | 1.1                                                             | 0.9                                                             | 1.5                                                             | 5.6                                                             | 16.0                                                            | 21.5                                                            | 20.6                                                            | 15.3                                                            | 6.3                                                             | 2.0                                                             | 2.1                                                             | 95.2                                                            |
| Fuente: Servicio Meteorológico Nacional.                        |                                                                 |                                                                 |                                                                 |                                                                 |                                                                 |                                                                 |                                                                 |                                                                 |                                                                 |                                                                 |                                                                 |                                                                 |                                                                 |

## Demografía
De acuerdo con los datos del Censo de Población y Vivienda 2020 del Instituto Nacional de Estadística y Geografía, la ciudad de Zamora de Hidalgo cuenta con 154 546 habitantes por lo cual es la 3.ª ciudad más poblada de Michoacán. Sin embargo, la cabecera municipal desborda hacia la ciudad de Jacona de Plancarte, quedando unidos físicamente el municipio de Zamora y el de Jacona en la Zona metropolitana de Zamora, con una población conurbana de 273 641 habitantes —204 860 en Zamora y 68 781 en Jacona— por lo cual es la 57.ª zona metropolitana de México. Esta conurbación se encuentra dentro de las 56 zonas metropolitanas nacionales reconocidas oficialmente por el INEGI, CONAPO y SEDESOL. Su tasa de crecimiento anual solamente se encuentra por debajo de los municipio de Tarímbaro, Morelia y Uruapan.
| Gráfica de evolución demográfica de Zamora de Hidalgo entre 1900 y 2020                                     |
| |
| Población de los censos y conteos del Instituto Nacional de Estadística y Geografía (INEGI) de 1900 a 2020. |

### Religión

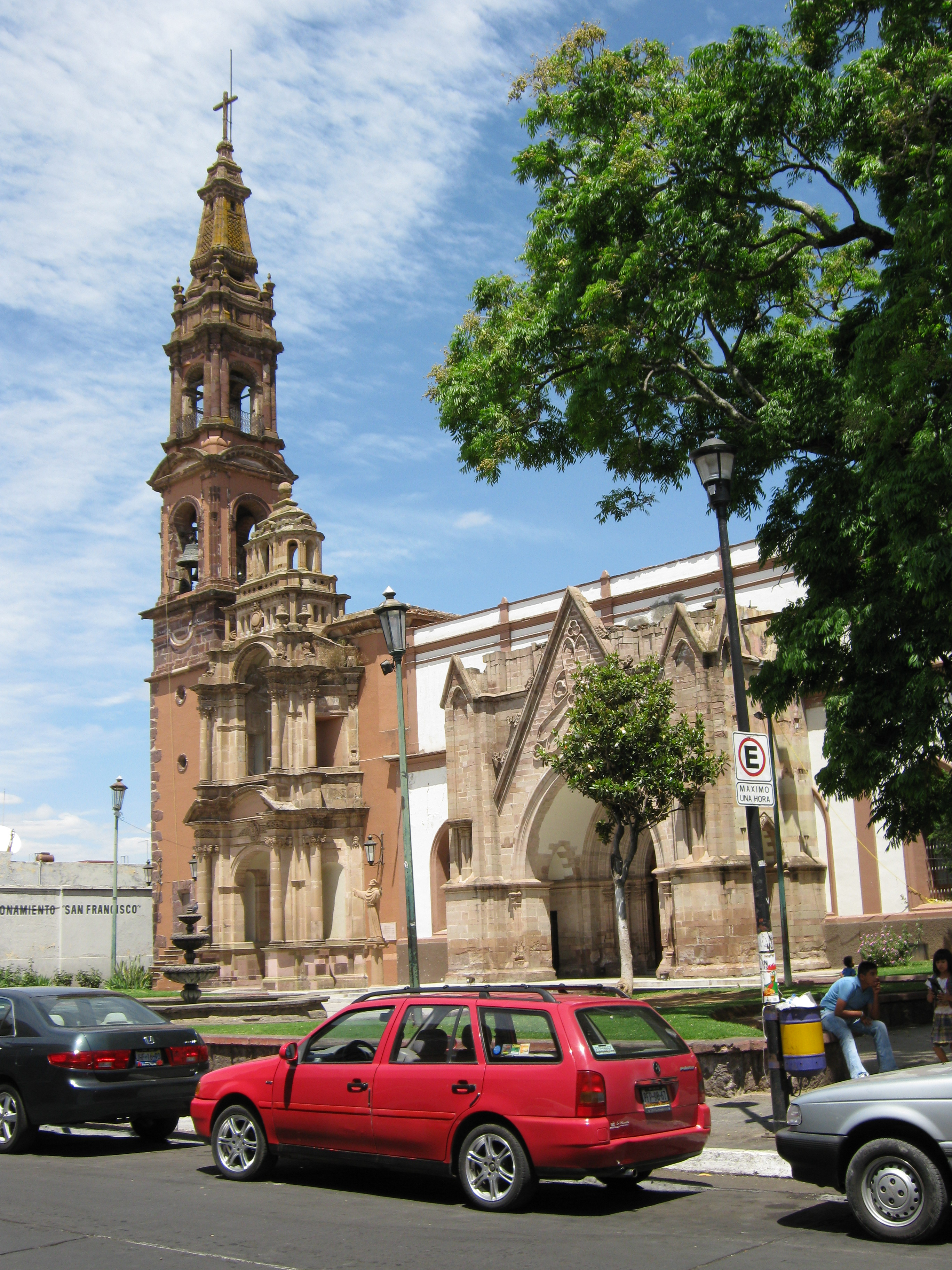
Templos católicos (principal religión de la ciudad).

El 88.5 % de los habitantes de Zamora profesa la religión católica. Los testigos de Jehová es la segunda denominación religiosa con más fieles, con un total de 17 iglesias o congregaciones, hay muchas iglesias cristianas trinitarias entre las cuales está la Iglesia Adventista del Séptimo Día que cuenta con 2 iglesias en Zamora, pero también hay iglesias unitarias.

## Infraestructura y servicios

### Carreteras principales
Las carreteras principales que enlazan a esta ciudad con otras localidades son Carretera libre Zamora-Zacapu-Morelia, Carretera libre Zamora-La Barca, Carretera libre Zamora-Los Reyes, Carretera libre Zamora-Jiquilpan y Carretera Zamora-La Piedad-Irapuato-León.

### Educación
Zamora cuenta con instituciones de nivel Superior, Medio Superior y Básico.

### Servicios médicos
Entre algunos de los servicios médicos con los que cuenta Zamora están el IMSS, ISSSTE, Hospital Civil, Hospital Regional, DIF, etc.

## Patrimonio histórico
Los principales sitios y monumentos de la ciudad se localizan en la zona del Centro histórico de Zamora de Hidalgo, alrededor de la plaza de armas, donde se ubica la actual Catedral de Zamora de Hidalgo de estilo neoclásico; algunas casonas como la Casona Pardo; el Mercado Morelos, actualmente un mercado de dulces donde se pueden encontrar los tradicionales chongos zamoranos, dulce típico regional; el Palacio Federal (antiguo palacio episcopal) de estilo ecléctico; templos como el Templo Expiatorio del Sagrado Corazón de estilo neogótico, el Templo de San Francisco de estilo neoclásico, el Templo del Carmen de estilo neorrománico; a unas cuadras de la plaza de armas se encuentra el Santuario Guadalupano, considerado el templo más alto del país. A un costado del santuario se ubica el Centro Regional de las Artes de Michoacán un moderno y grande centro cultural que cuenta con salas de exposiciones temporales, una completa librería cultural, salas para clases y talleres artísticos. A unos pasos se encuentra otro importante atractivo, el Teatro Obrero de Zamora, el cual es un histórico teatro de estilo neoclásico.

### Arquitectura religiosa

#### Santuario Guadalupano

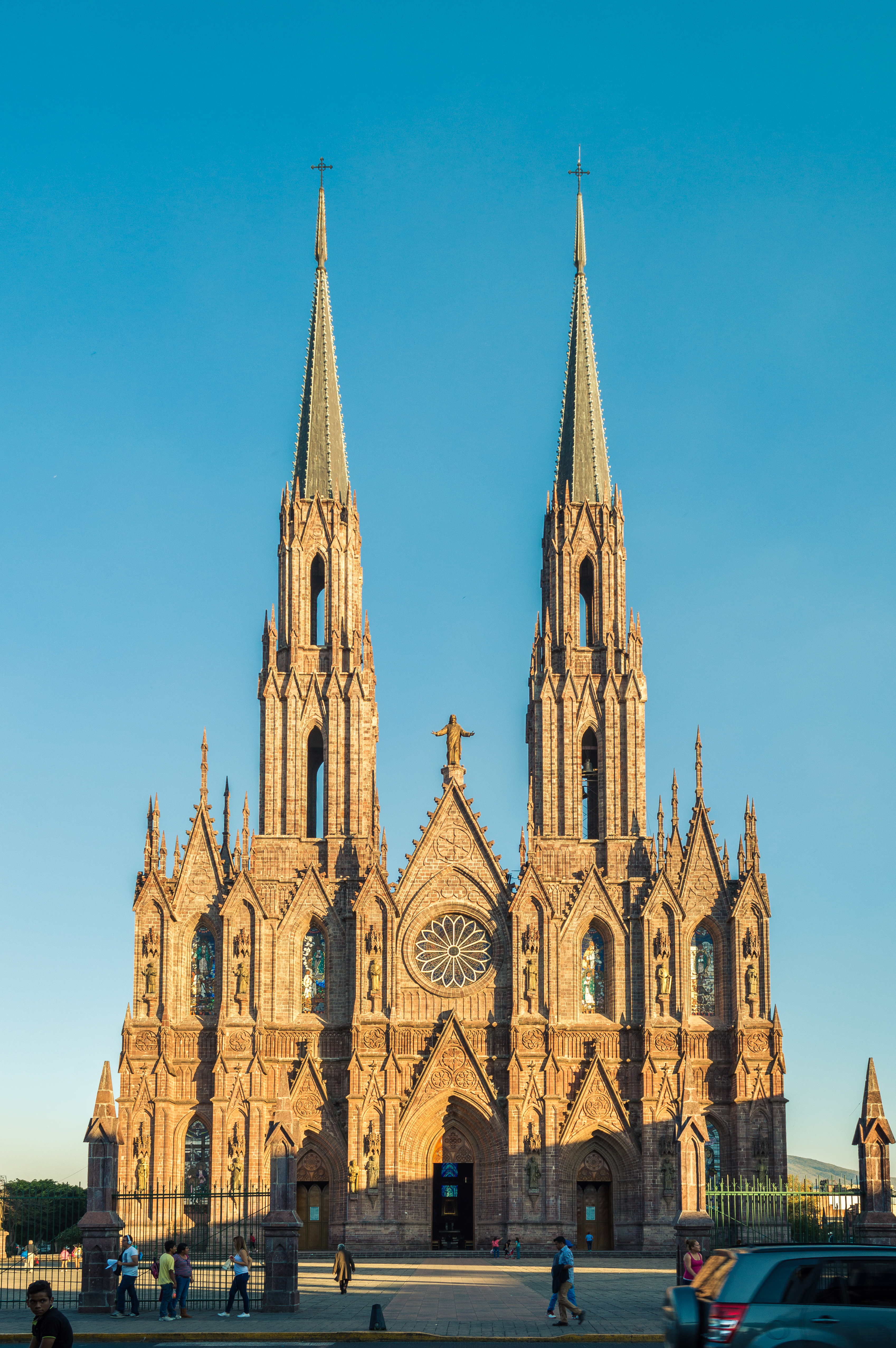
Santuario Diocesano de Nuestra Señora de Guadalupe.

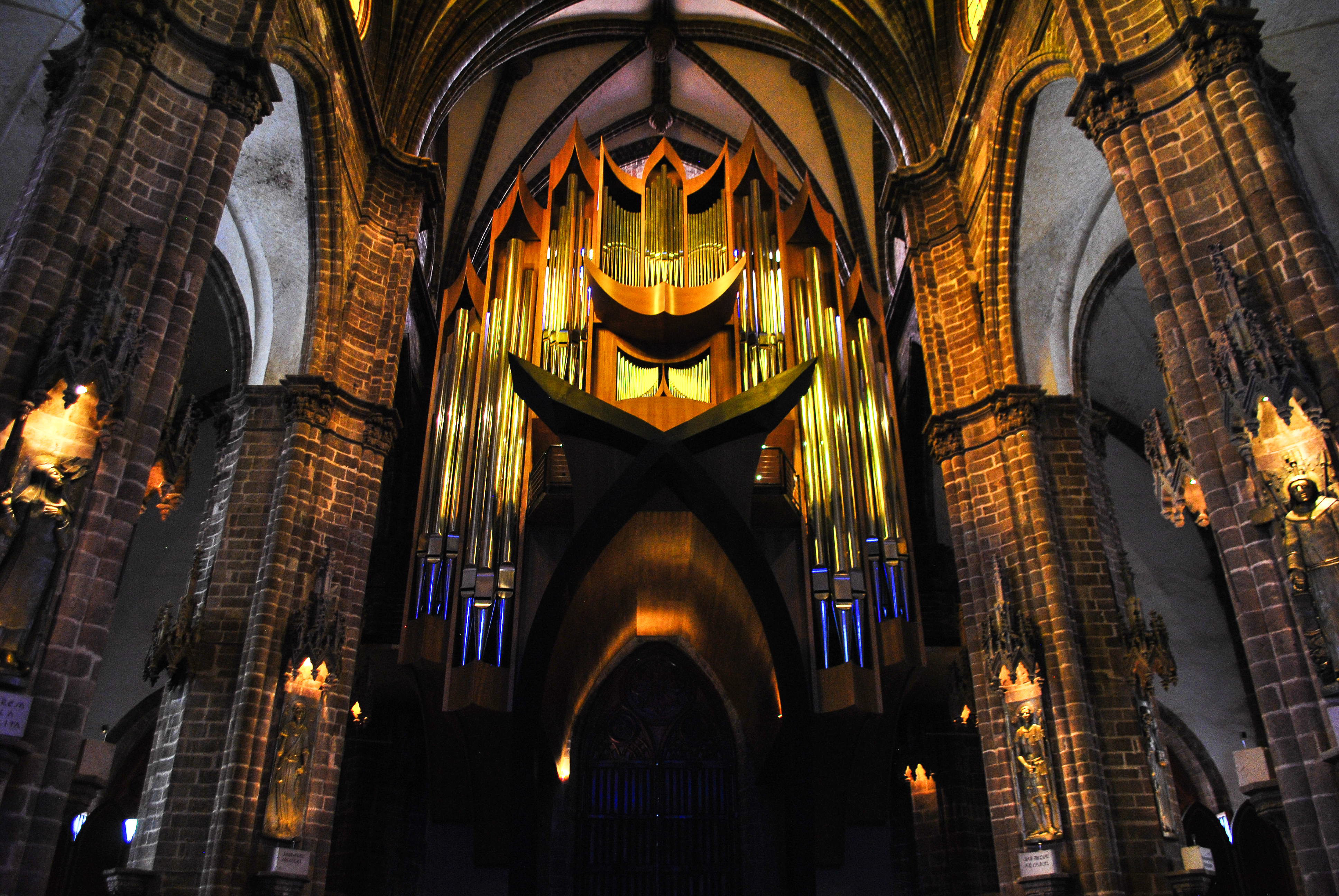
Órgano del Santuario Guadalupano.

Es un santuario de estilo neogótico dedicado a la Virgen de Guadalupe. El recinto fue construido en su origen para ser sede de la nueva catedral de la ciudad, aunque actualmente ostenta el título de concatedral. Inició su construcción en 1898 por mandato del segundo obispo de la Diócesis de Zamora Michoacán, José María Cazárez y Martínez, con un proyecto atribuido al alarife zamorano Jesús Hernández Segura. Para la construcción de la obra se hizo llegar una vía férrea hasta sus puertas para facilitar el transporte de cantera extraída del cerro del Jaripo. La obra quedó interrumpida a partir de 1914 por la Revolución mexicana, y en 1916 la obra pasó a formar parte de los bienes intervenidos por el gobierno federal. En 1988, después de varias gestiones la obra fue devuelta a un patronato de la Iglesia católica. En ese entonces solo estaba construido el primer cuerpo del edificio, que presentaba el aspecto de ruinas debido a los usos y descuidos que ocurrieron en el sitio. Los trabajos de construcción fueron reiniciados ese mismo año designándose el templo como Santuario y dedicándose a la Virgen de Guadalupe. El recinto fue concluido en sus elementos arquitectónicos esenciales en el año 2008.
El recinto cuenta con 5414.58 metros cuadrados de superficie; el área total del templo, atrio y anexos destinada al Santuario sobrepasa los 20 000 m². Las dimensiones de la construcción son 95 metros de largo, 57 de ancho, y de alto sus torres miden 107.5 metros. La fachada consta de tres portadas flaqueadas por pilastras y entre ellas arcos ojivales. El interior es de enormes dimensiones, de planta basilical, consta de cinco naves y un transepto; dos de las naves están destinadas a albergar capillas laterales. Las bóvedas de las naves laterales que corresponden a la construcción primitiva, están forjadas totalmente de tabique traído de Francia. Las bóvedas de la nave central y el transepto están compuestas por doce nervaduras de cantería. Las cinco naves están sostenidas por 36 pilastras. En cada pilastra se encuentran nichos que con los 12 nichos de la fachada principal y los 4 de las portadas laterales suman un total de 112. Cuenta con grandes vitrales de diseño modernista realizados por Gerardo López, religioso carmelita. En la nave central alberga el Órgano monumental del Santuario Guadalupano realizado en Alemania. Las puertas que son de grandes dimensiones están realizadas en caoba. El piso del interior es de granito en tono rojo y esmeralda traído de la India.
El templo destaca arquitectónicamente al ser un referente arquitectónico en el país del estilo neogótico, donde en México existen muy pocas edificaciones en ese estilo ya que la mayor parte del patrimonio histórico se edificó en el estilo barroco de la época colonial española. Por otra parte, el Santuario Guadalupano destaca por su monumentalidad, su magnitud tanto en altura como en superficie. Respecto a la altura ocupa el sexto lugar en el continente. En México es el recinto religioso más alto. Por otra parte, el recinto destaca en su historia ya que es una obra originada en el siglo XIX siendo interrumpida por diversos hechos históricos como las guerras de revolución, Guerra Cristera, así como diversos sucesos que se presentaron hasta su terminación en el siglo XXI.

#### Catedral de la Inmaculada Concepción
La Catedral de la Inmaculada Concepción de Zamora de Hidalgo es un edificio levantado en la segunda mitad del siglo XIX, en la ciudad michoacana de Zamora de Hidalgo, por Nicolás Luna, discípulo del arquitecto Eduardo Tresguerras.
Presenta estilo ecléctico influenciado en el neoclásico, con dos cuerpos y remate. Su planta tiene forma de cruz latina, cuenta con una sola nave y un crucero donde se levanta la cúpula. El templo guarda cierta semejanza y proporción con el templo del Carmen en la ciudad de Celaya, Guanajuato.

### Arquitectura civil y desarrollo
La principal arquitectura civil histórica de la ciudad data de finales del siglo XIX y principios del siglo XX época en que se desarrolló un auge económico en la población. En ese lapso se edificaron varios importantes inmuebles públicos buscando modernizar la ciudad siendo construcciones en el estilo eclético neoclásico en boga en ese entonces como el Teatro de la Ciudad (o Teatro Obrero), el Mercado Morelos, el Palacio Federal originado como palacio episcopal, así como inmuebles de uso particular entre las que destacan varias residencias de estilo neoclásico con inspiración en la arquitectura victoriana (inglesa) y francesa de la época.

#### Teatro Obrero de Zamora
De estilo eclético neoclásico, el cual fue reinaugurado el 23 de noviembre de 2006 como parte del complejo cultural Centro Regional de las Artes de Michoacán donde a la reapertura del recinto asistieron el presidente de México Vicente Fox Quesada y el gobernador de Michoacán Lázaro Cárdenas Batel. En el año 2006 se realizó una restauración integral al recinto. En su exterior la fachada principal presenta un pórtico con 4 columnas frontales labradas en cantera terminadas con capitales corintios, en ese espacio se ubican tres grandes puertas de acceso. Alternado el pórtico, el inmueble se presenta en un nivel de piso, con una serie de ventanas con frontones, rematando con una larga balaustrada. En su interior la sala de funciones presenta la forma de herradura con palcos en niveles, y a los lados de su entrada principal se encuentran dos amplios salones.

#### Mercado Morelos de Zamora

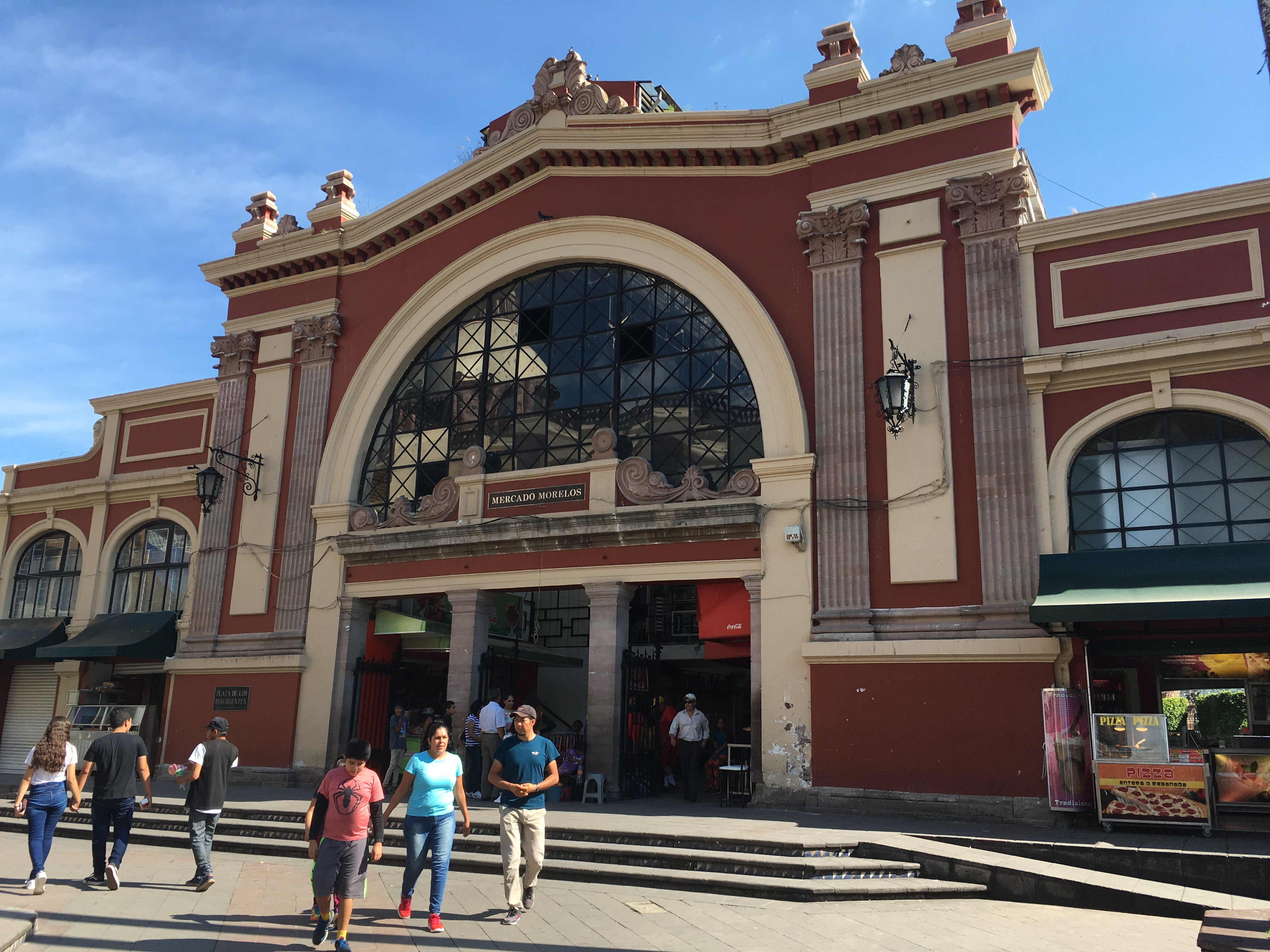
Mercado Morelos.

De estilo ecléctico neoclásico, se inició su construcción en el año de 1907 por iniciativa del Ayuntamiento de la ciudad con el fin de modernizar y ordenar el comercio local, proyectándose un inmueble con el estilo y formato de los mercados que se construyeron en esa época en varias ciudades del país durante el periodo del «Porfiriato», fue inaugurado en 1913. En ese tiempo la construcción del mercado representó una innovación tecnológica para la ciudad ya que la construcción estaba levantada esencialmente por metal y remaches. Actualmente el sitio es un mercado de ropa y artículos de importación y solo dos locales para el comercio de dulces donde se oferta le popular dulce tradicional de la región los chongos zamoranos. El inmueble presenta una estructura a base de columnas y cubierta de acero. En su exterior las columnas y muros están recubiertos en concreto y presentan molduras y remates en cantera. Cuenta con dos fachadas de acceso de diseño similar, las cuales presentan un pórtico de entrada con pilares, sobre de él un gran ventanal curvo con herrería, siendo este alterando por columnas empotradas de cantera con capitel corintio. A los costados del inmueble (fachadas laterales) se ubican locales exteriores, sobre de ellos ventanas en forma de arco que permiten la iluminación interna. El interior cosiste en una sola nave central. Con el tiempo se edificaron los actuales locales comerciales del interior que forman un pasillo o pasaje.

#### Antigua Estación del Ferrocarril de Zamora
Construido en 1899, es una pequeña estación ferroviaria edificada en ladrillo, presenta como techo una cubierta de metal en dos aguas. En el espacio se conservan un vagón y en una glorieta cercana una máquina de tren. Actualmente se proyecta el rescate y restauración del inmueble para acondicionar sus instalaciones y crear un museo con sala de exposiciones, además de una cafetería.

#### Hospital Civil
Fue claustro de las monjas nazarenas, en 1875 el gobierno lo destinó para albergar oficinas públicas y después de estar algún tiempo desocupado, se estableció el Hospital Civil.

#### Calzada Zamora-Jacona
Histórica calzada edificada en su origen para comunicar las vecinas poblaciones de Zamora de Hidalgo y Jacona de Plancarte. Así mismo, esta calzada fue vía donde transitó el sistema de tranvía con que contó la ciudad, obra que fue introducida por el sacerdote y benefactor José Antonio Plancarte y Labastida (1840-1898) quien a finales del siglo XIX durante su estancia en la vecina población de Jacona de Plancarte construyó la línea de tranvías para comunicar directamente Zamora y Jacona. Hoy prácticamente las poblaciones se encuentran conurbadas y actualmente la calzada es un pasaje peatonal arbolado, alternado por una avenida para el tráfico vehicular.

#### Hotel Fénix
histórico complejo de hospedaje que es un testigo de la arquitectura modernista que llegó a México en la primera mitad del siglo XX, los estilos art déco y art nouveau de los que presenta influencias. Consta de un primer inmueble de dos niveles y otro de tres niveles de construcción posterior. El complejo fue construido alrededor de 1930 a 1940.

#### Palacetes
- Palacio Federal de Zamora (antiguo Palacio Episcopal)

De estilo ecléctico neoclásico. Se inició su construcción en el año de 1904 y se concluyó en 1911. El inmueble fue erigido como palacio episcopal para albergar la residencia del obispo de la entonces nueva Diócesis de Zamora que se había fundado años anteriores y que estaba cobrando relevancia. El diseño arquitectónico que es sobrio, buscaba señalar la presencia de la iglesia, además de presentarse acorde al progreso que estaba logrando la ciudad en la época. Pero fue poco el tiempo en que el inmueble perteneció al obispado ya que en el año de 1914 fue confiscado. Desde entonces el inmueble ha presentado diversos usos, entre ellos fue sede de la presidencia municipal hasta 1954 en que esta fue trasladada al actual edificio que ocupa frente a la plaza principal. Actualmente el inmueble alberga oficinas del gobierno federal. El edificio presenta dos niveles, su fachada de inspiración inglesa está edificada en la característica cantera rojizo-rosada extraída de la región. En su interior cuenta con dos patios, en su patio principal se encuentra una fuente con una escultura en forma de una serpiente enroscada.
- Palacio Municipal de Zamora

#### Ex haciendas
- Ex hacienda de Los Espinos: en la antigüedad fue una prospera hacienda de la región con amplios terrenos que abarcaban grandes extensiones del valle fértil. De lo que fue el conjunto arquitectónico, actualmente solo se compone de lo que fue la antigua casa principal y poco terreno alrededor. La casa presenta dos niveles, su exterior cuenta en cada piso con portales de arquería soportado en columnas de cantera toscanas, el techo presenta teja de barro.

#### Casonas
- Casona Pardo (Arquitectura tardía del siglo XVIII. Antigua Tienda Departamental Cornejo, primera en Michoacán)
- Casona de Sixto Verduzco
- Casona Ramos
- Casa Hidalgo
- Casa García
- Casa de Manuel Martínez de Navarrete

### Plazas públicas
- Plaza de Armas (Centro)
- Plazoleta del Teco
- Plaza (jardín) del Carmen
- Plaza Hidalgo
- Plaza Morelos
- Plazoleta Hidalgo
- Plazoleta a la madre

## Cultura

### Recintos culturales
- El Colegio de Michoacán. Es un importante centro docente y de investigación cultural, fundado por el historiador Luis González y González en 1979.

- Biblioteca Pública Municipal Fray Manuel Martínez de Navarrete
- Biblioteca Colegio de Michoacán (Unas de las más completas de Ciencias Sociales y Humanidades en el occidente de México)
- Biblioteca Seminario Diocesano de Zamora
- Archivo Municipal de la Ciudad de Zamora
- Casa de la Cultura del Valle de Zamora

Teatros:
- Teatro Obrero de Zamora

- Teatro Don Bosco
- Auditorio del Colmich

Museos:
- Museo de la ciudad
- Museo de la Plastilina
- Museo de Arte Sacro (junio de 2012) Antiguo Palacio Federal

### Festivales
- Festival Cultural EL TECO

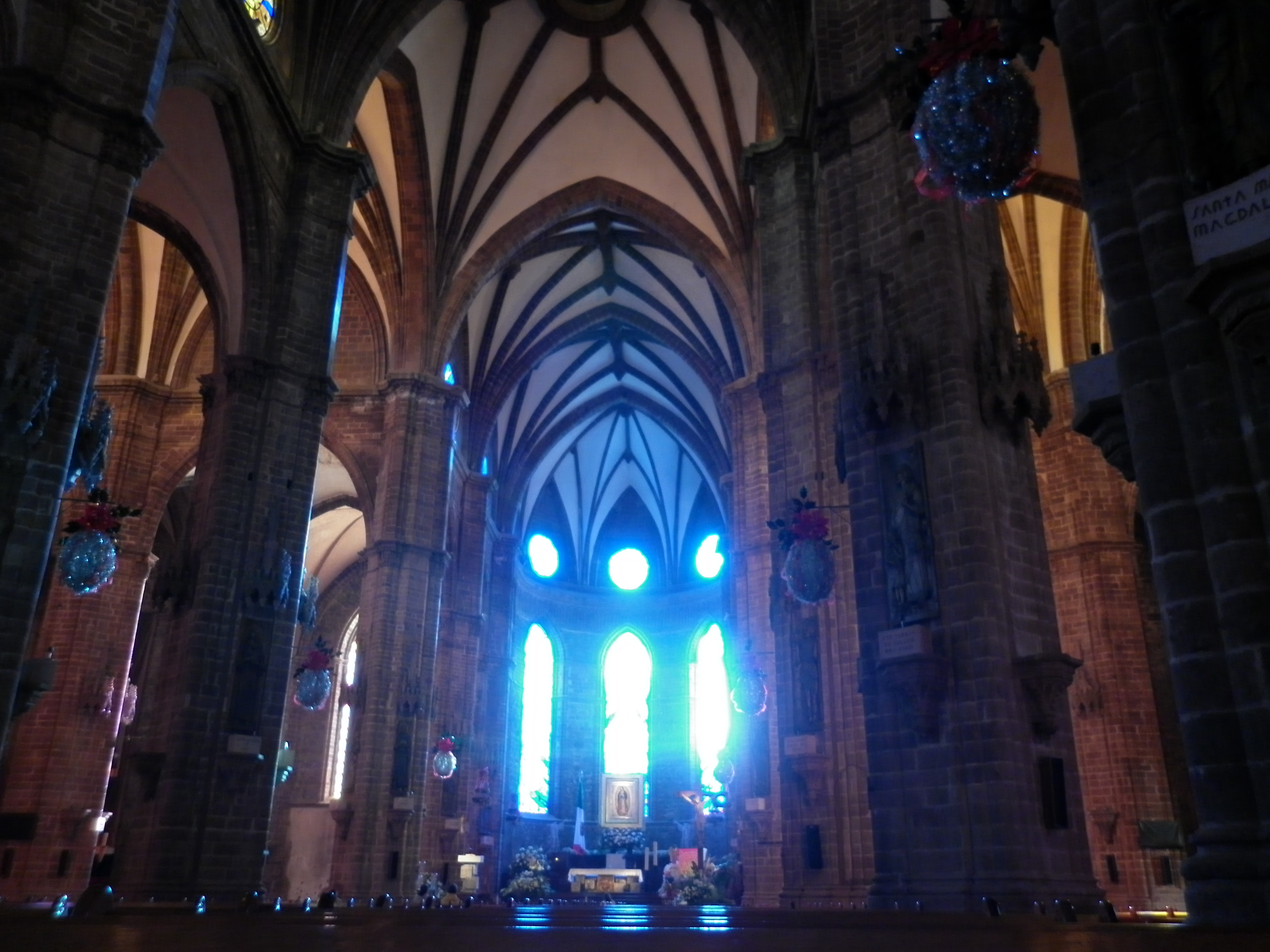
Interior del Santuario Guadalupano.

- Festival Internacional del Chongo Zamorano
- Encuentro Internacional de Poetas
- Festival de Canto ''Ars Vocalis México''
- Concurso Nacional De Rondallas Zamora "ConaZam"
- Festival internacional del órgano

### Fiestas locales
- Fiesta de la Virgen de Guadalupe: Celebración que se realiza con gran ímpetu en la ciudad dado que se cuenta con el Santuario Guadalupano que atrae gran cantidad de visitantes y peregrinos, las fiestas se llevan a cabo del 1 al 12 de diciembre con romerías donde participa toda la región, se llevan ai cabo mañanitas, procesiones, rosarios, misas y vendimias.

- Celebraciones de Semana Santa: En la ciudad están muy arraigadas las ceremonias de este periodo religioso. El Viernes Santo se lleva a cabo la Procesión del silencio por las principales calles de la ciudad y el sábado santo se efectúa la procesión del Señor de la Salud

### Música
Banda de viento y mariachi.

### Artesanías
Figuras de cera, dulces regionales (de frutas, azúcar y leche) y adornos para las fiestas patronales (flores de papel).

### Televisión
- EscaparaTV difunde desde 2008, de manera oportuna el acontecer artístico, cultural, tradicional y turístico.
- Tavandú es una televisora fundada en el 2011, que actualmente se ve en el canal 125.4 del sistema de cable Ilox Telecomunicaciones y por internet en Tavandú, con programas para distintos públicos.

## Gastronomía

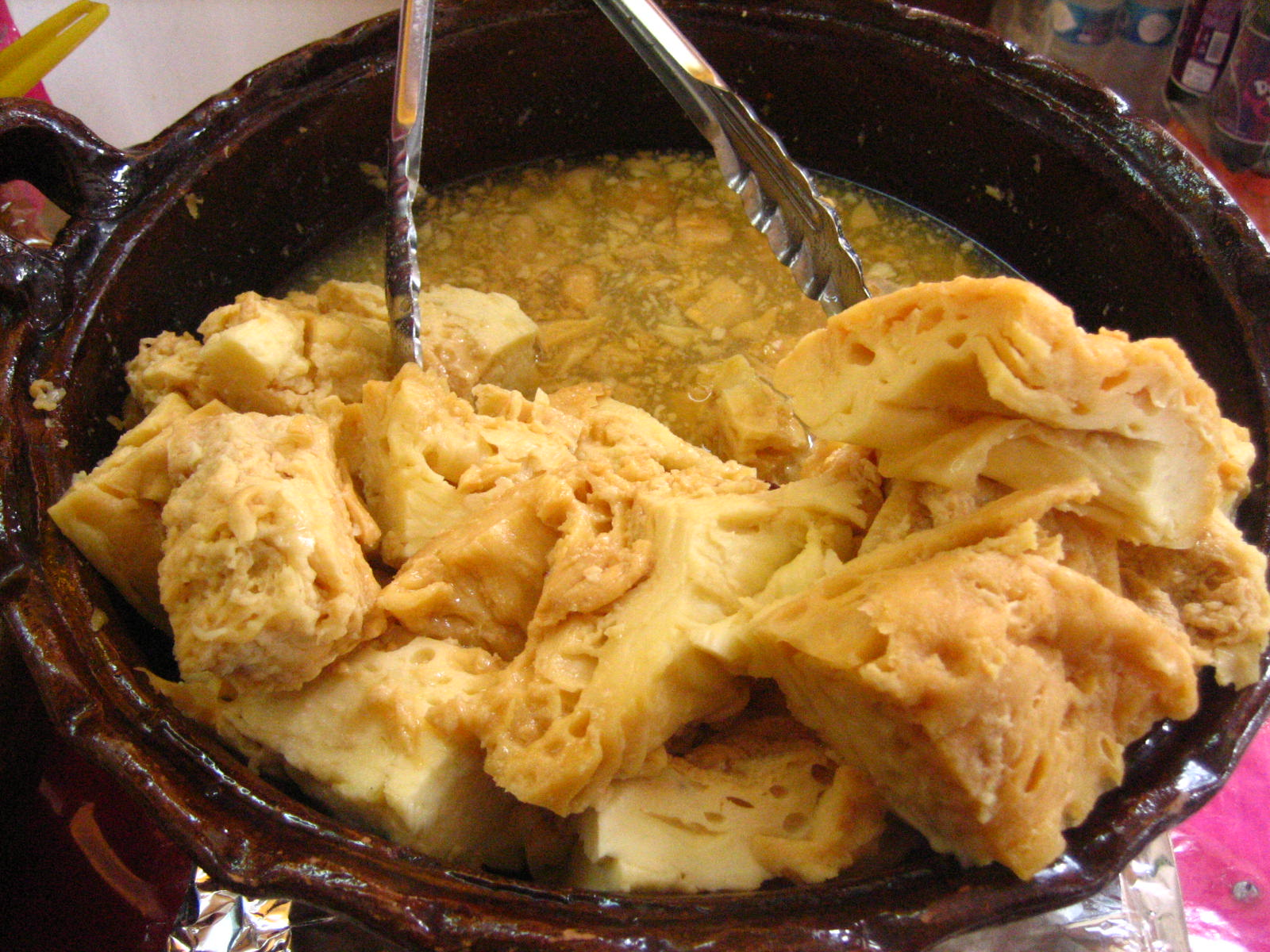
Chongos zamoranos

Zamora destaca en su gastronomía por los dulces tradicionales regionales sobre la base de la leche. Se elaboran distintos dulces de leche combinados con pistaches nueces piñones y almendras. Destaca principalmente por la elaboración de los chongos zamoranos los cuales se han degustado por más de un siglo, las familias zamoranas los elaboran en sus hogares siendo el postre más popular. Actualmente es un postre muy demandado y comercializado en distintos sitios del país y también se exporta.
Para la elaboración de los chongos zamoranos, a la leche se le agregan pastillas de cuajo, azúcar y canela, el plato resultante consiste en glomérulos suaves de leche en almíbar dando un exquisito sabor y consistencia, actualmente han surgido variaciones, y se les pueden añadir colores, licores y frutas secas. Artesanalmente se elabora de la leche cortada al estar casi en punto de ebullición y cocinándose por alrededor de dos horas, con azúcar o piloncillo y rajas de canela.
Este dulce de leche se elabora en varios países de Latinoamérica principalmente en Dominicana y es conocido como «dulce de leche cortada»; se hace con leche de vaca, azúcar, sal, huevo, canela y el jugo de limón que es pieza fundamental para cortar la leche cuando la mezcla de los ingredientes se lleva al fuego alto sin hervir, posteriormente se añaden vainilla y pasas y se refrigera, ya que se come en frío como postre.
Los chongos zamoranos comenzaron a elaborarse de manera industrial hacia 1934 por la Sra. María Luisa Verduzco Vaca en su fábrica de Chongos y Dulces «La Regional», continuándose después por varios empresarios como Rafael Vaca Herrera. En la actualidad la fábrica de dulces tradicionales en Zamora de mayor antigüedad (más de 70 años), es la denominada Fábrica de Dulces Regionales y Chongos Zamoranos «Galeón» del Sr. José García León. Su origen se atribuye a los conventos de la época virreinal, en esta ciudad. Son conocidos y apreciados en todo México, además de exportarse a los Estados Unidos y varios países de Centro y Sudamérica.

## Economía

### Agricultura e industria
Ubicada sobre un valle fértil conocido como la Ciénega de Michoacán, la región es ideal para el cultivo de hortalizas, especialmente papa y cebolla, así como para la siembra bajo riego sistematizado. Sin embargo, Zamora es especialmente reconocida por ser la principal productora de fresa a nivel nacional, con una superficie de 2055 hectáreas de plantación y una producción de 112 854 toneladas en el año 2023.
También es considerada la principal exportadora de berries, superando el millón y medio de toneladas enviadas a países como Canadá, Estados Unidos, Holanda, Chile, Arabia Saudita, Japón, China, República Dominicana, Italia y Kuwait.
Otra actividad importante es la fabricación de alimentos de origen lácteo, como crema, mantequilla, queso y dulces tradicionales entre los que destacan el famoso dulce regional conocido como chongos zamoranos, un postre de leche tradicional en la gastronomía de México.

## Deporte

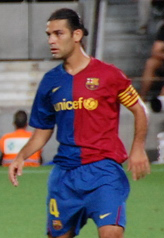
Rafael Márquez, futbolista zamorano.

Durante años, el equipo de fútbol de la ciudad fue el Deportivo Zamora, club fundador de la Segunda División de México en 1950, y que lograría dos ascensos a la Primera División. Hoy en día, la ciudad cuenta con un único equipo, el Soberano Zamora, que milita en la Tercera División de México y disputa su partidos en la Unidad Deportiva El Chamizal.
La ciudad de Zamora siempre se ha caracterizado por ser una importante cuna de futbolistas de clase nacional y mundial. De esta urbe han destacado jugadores de la talla de Rafael Márquez Álvarez, jugador del Club Atlas y capitán de la Selección Mexicana, considerado uno de los mejores futbolistas de México en la historia al llegar a jugar en el F. C. Barcelona y ganar la Liga de Campeones de la UEFA, bicampeón con el Club León de Leon, Guanajuato. También sobresalen Luis Ángel Landín, jugador del club Club Sport Herediano de Costa Rica; Jesús Dueñas, jugador de los Tigres UANL; Armando Navarrete, portero de los Venados Fútbol Club; José «El Siete» Ruvalcaba, único jugador mexicano en anotar 7 goles en un mismo partido; así como Juan Carlos «La Pájara» Chávez, que militó en el Club Atlas, y fue seleccionado nacional; entre muchos otros.
En otros deportes, cabe mencionar a magníficos exponentes del Kung Fu y demás artes marciales.
Infraestructura deportiva:
- Estadio Zamora
- Unidad Deportiva El Chamizal
- Unidad Deportiva Poniente
- Unidad Deportiva Lázaro Cárdenas
- Unidad Deportiva Bicentenario

## Personajes ilustres
- Juan Benito Díaz de Gamarra y Dávalos (Zamora, 1745-1783), sacerdote y filósofo.[40]
- José Manuel Martínez de Navarrete (Zamora, 16 de julio de 1768-julio de 1809), religioso franciscano, periodista y poeta.[40] Fue llamado El Cisne Americano.
- José Sixto Verduzco (Zamora, 1770-México, 1830), sacerdote y patriota mexicano.[40]
- Pelagio Antonio de Labastida y Dávalos (Zamora, 1816-1891), sacerdote, abogado y doctor en cánones. Arzobispo primado de México entre 1863-1891.[40]
- Francisco Plancarte y Navarrete (Zamora, 1856-Monterrey, 1920), arzobispo y arqueólogo.[40]
- Francisco Orozco y Jiménez (Zamora, 1864-Guadalajara, 1936), arzobispo.[40]
- Atenógenes Segale (Zamora, 1865-1903), dramaturgo y poeta.[40]
- Gildardo Magaña Cerda (Zamora, 7 de marzo de 1891-México D.F., 16 de diciembre de 1939), teniente coronel del Ejército Libertador del Sur. Gobernador de Michoacán.[40]
- Luis Padilla Nervo (Zamora, 19 de agosto de 1894-México D.F.; 9 de septiembre de 1985), diplomático, primer embajador de México ante la ONU.[40]
- Esperanza Pulido Silva (1900-1991), pianista y musicóloga.[70]
- Gabriel Méndez Plancarte (Zamora, 24 de enero de 1905-México D.F., 16 de diciembre de 1949), sacerdote, escritor y filósofo.[71]
- Alfonso Méndez Plancarte (Zamora, 2 de septiembre de 1909-México D.F., 8 de febrero de 1955), sacerdote, profesor de literatura.[40]
- Alfonso García Robles (Zamora, 20 de marzo de 1911-México D.F., 2 de septiembre de 1991), licenciado en derecho y diplomático, compartió el Premio Nobel de la paz en 1982 con la sueca Alva Myrdal. En 1988 presidió el Comité de Desarme de la ONU.[40]
- Melecio Hurtado Báez (Zamora, 1 de septiembre de 1921-Zamora, 14 de septiembre de 1991), músico, compositor y maestro mexicano.[72]
- Eduardo Humberto del Río García «Rius» (Zamora, 21 de junio de 934-Tepoztlán, 28 de agosto de 017), caricaturista y escritor mexicano.[73]
- Federico Villa (Zamora, 1938-2022), músico y cantante de ranchera.[74]
- Rafael Márquez Álvarez (Zamora, 13 de febrero de 1979), futbolista mexicano.[75]
- Luis Ángel Malagón Velázquez (Zamora, 2 de marzo de 1997) futbolista del Club América y medallista olímpico.[76]

## Ciudades hermanadas
- El Monte, Estados Unidos (2022)[77]
- Mérida, México (2022)[78]
- Zitácuaro, México (2022)[79][80][81]